# Overkill: The Aileen Wuornos Story
Overkill: The Aileen Wuornos Story è un film televisivo del 1992 diretto da Peter Levin e interpretato da Jean Smart.

## Trama
Il film è basato sulla storia vera della serial killer statunitense Aileen Wuornos, una prostituta che uccide e deruba i suoi clienti, principalmente camionisti. Con un passato di violenze familiari alle spalle, Aileen convive con l'amica Tyria. Le due condividono una vita ai margini della società, tra bar, motel e viaggi in autostrada, fin quando la polizia non si mette sulle loro tracce.

## Critica
Secondo il regista Nick Broomfield, che diresse nel 1992 il documentario Aileen Wuornos: The Selling of a Serial Killer, il film TV di Peter Levin non è riuscito a restituire interamente la complessità psicologica del personaggio della Wuornos.
In seguito alla vittoria di Charlize Theron agli Oscar come miglior attrice protagonista per Monster, film similmente ispirato alla storia dell'assassina seriale della Florida, Jean Smart disse in un'intervista di essere stata invidiosa della collega, esprimendo rammarico sia per il fatto di non aver potuto usufruire di protesi e trucco capaci di farla assomigliare di più alla Wuornos, sia per non aver potuto rappresentare l'omosessualità del personaggio, trattandosi, nel suo caso, di un film a basso costo destinato ad un network televisivo.